# Süderstapel
Süderstapel (tiếng Đan Mạch: Sønder Stabel) là một đô thị thuộc huyện Schleswig-Flensburg, trong bang Schleswig-Holstein, nước Đức. Đô thị Süderstapel có diện tích 16,91 km², dân số thời điểm 31 tháng 12 năm 2006 là 1082 người.